# Поддубный (Воронежская область)
Поддубный — хутор в Павловском районе Воронежской области Российской Федерации. Хутор относится к Александро-Донскому сельскому поселению.

## Физико-географическая характеристика

### Географическое положение
Посёлок расположен в северо-восточной части поселения.
Расстояние до центра поселения — 17 км.

### Климат
Природно-климатические условия, природные ресурсы ограниченно благоприятны для основных видов хозяйственно-градостроительной и рекреационной деятельности в связи с развитием экзогенных геологических процессов.
Освоение ограниченно благоприятных площадок потребует проведение мероприятий по инженерной подготовке (вертикальная планировка, понижение грунтовых вод, защита от затопления и др.), а также инженерно-геологических изысканий с целью выявления просадочных грунтов и карста. Территория поселения расположена в зоне умеренно континентального климата, с жарким и сухим летом и умеренно холодной зимой с устойчивым снежным покровом и хорошо выраженными переходными сезонами.
На размытой поверхности кристаллического фундамента залегают девонские отложения, перекрытые меловой системой, а также палеогеновыми, неогеновыми и четвертичными образованиями. Комплекс покровных отложений представлен лёссовидными суглинками и супесями и в меньшей степени песками.

## История
Хутор основан в начале XIX века под названием Прогорелый. Здесь же находился и владельческий хутор Поддубный, принадлежавший князю Борису Александровичу Васильчикову.
В 1966 г. указом президиума ВС РСФСР хутор Прогореловка переименован в Поддубный.

## Транспорт и дороги
Сообщение с посёлком осуществляется по дороге регионального значения М «Дон» — с. Берёзки — Тумановка.

## Население
| 1859 | 2009 | 2010 |
| ---- | ---- | ---- |
| 304  | ↘160 | ↘158 |

| Численность жителей хутора Поддубного по годам |        |      |      |      |      |      |
| 1859                                           | 1900   | 1906 | 1925 | 1980 | 2010 | 2011 |
| 304                                            | ↗496+4 | ↗684 | ↘645 | ↘272 | ↘160 | ↗166 |

## Архитектура и достопримечательности
На хуторе 3 улицы: Первомайская, Пролетарская и Садовая.
На юго-восточной окраине хутора сохранились постройки конного завода начала XX века.